# Eugenia linearis
Eugenia linearis är en myrtenväxtart som beskrevs av Achille Richard och Otto Karl Berg. Eugenia linearis ingår i släktet Eugenia och familjen myrtenväxter. Inga underarter finns listade i Catalogue of Life.